# DJ雜誌
《DJ Mag》是英國一份創刊於1991年1月31日，主要介紹有關電子音樂及DJ的月刊。該雜誌亦被翻譯為葡萄牙文、波蘭文（2010年6月加入）、烏克蘭文、立陶宛文、中文、保加利亞文、西班牙文、法文、德文及義大利文。
DJ Mag Canada（加拿大版）則從2012年1月開始與IHM Global Media（页面存档备份，存于）合作推出，在加拿大版中有加拿大版的獨家內容。IHM Global Media也在2012年8月推出DJ Mag Caribe（页面存档备份，存于）（加勒比版），DJ Mag Australia（澳洲版）與DJ Mag France（法國版）也將分別於2013年7月和2013年11月推出。

## DJ Blackbook
DJ雜誌於2008年1月推出「DJ Blackbook」資料庫，裡面記錄著多於10000筆有關 DJ、製作人及電音促進者的資料。
世界百大DJ排行榜
DJ雜誌每年會公佈兩份[百大]排行榜，分別是百大DJ排行榜及百大夜店排行榜，兩個榜單皆由公開投票產生。2010年以前，兩個百大排行榜的頒獎典禮皆於倫敦的 Ministry of Sound 夜店舉行，但2011年開始，頒獎典禮改為荷蘭阿姆斯特丹電子舞曲節的一部份，一邊進行演出一邊頒發獎項!

世界百大DJ
| DJ雜誌百大DJ排行榜 |               |               |               |
| 年份               | 第一名        | 第二名        | 第三名        |
| 1997               | 卡爾·考克斯   | 保羅·歐肯弗德 | Sasha         |
| 1998               | 保羅·歐肯弗德 | 卡爾·考克斯   | 儒勒法官      |
| 1999               | 保羅·歐肯弗德 | 卡爾·考克斯   | Sasha         |
| 2000               | Sasha         | 保羅·歐肯弗德 | 約翰·迪科威   |
| 2001               | 約翰·迪科威   | Sasha         | 丹尼·提拉里亞 |
| 2002               | 提雅斯多      | Sasha         | 約翰·迪科威   |
| 2003               | 提雅斯多      | 保羅·凡戴克   | 阿曼·凡·布倫  |
| 2004               | 提雅斯多      | 保羅·凡戴克   | 阿曼·凡·布倫  |
| 2005               | 保羅·凡戴克   | 提雅斯多      | 阿曼·凡·布倫  |
| 2006               | 保羅·凡戴克   | 阿曼·凡·布倫  | 提雅斯多      |
| 2007               | 阿曼·凡·布倫  | 提雅斯多      | 約翰·迪科威   |
| 2008               | 阿曼·凡·布倫  | 提雅斯多      | 保羅·凡戴克   |
| 2009               | 阿曼·凡·布倫  | 提雅斯多      | 大衛·庫塔     |
| 2010               | 阿曼·凡·布倫  | 大衛·庫塔     | 提雅斯多      |
| 2011               | 大衛·庫塔     | 阿曼·凡·布倫  | 提雅斯多      |
| 2012               | 阿曼·凡·布倫  | 提雅斯多      | 艾維奇        |
| 2013               | 硬威爾        | 阿曼·凡·布倫  | 艾維奇        |
| 2014               | 硬威爾        | 迪米崔與麥克  | 阿曼·凡·布倫  |
| 2015               | 迪米崔與麥克  | 硬威爾        | 馬汀·蓋瑞克斯 |
| 2016               | 馬汀·蓋瑞克斯 | 迪米崔與麥克  | 硬威爾        |
| 2017               | 馬汀·蓋瑞克斯 | 迪米崔與麥克  | 阿曼·凡·布倫  |
| 2018               | 馬汀·蓋瑞克斯 | 迪米崔與麥克  | 硬威爾        |
| 2019               | 迪米崔與麥克  | 馬汀·蓋瑞克斯 | 大衛·庫塔     |
| 2020               | 大衛·庫塔     | 迪米崔與麥克  | 馬汀·蓋瑞克斯 |
| 2021               | 大衛·庫塔     | 馬汀·蓋瑞克斯 | 阿曼·凡·布倫  |
| 2022               | 馬汀·蓋瑞克斯 | 大衛·庫塔     | 迪米崔與麥克  |
| 2023               | 大衛·庫塔     | 迪米崔與麥克  | 馬汀·蓋瑞克斯 |

## 獎項
- 2003年IDMA最佳音樂刊物[2]
- 2004年IDMA最佳音樂刊物[3]
- 2005年IDMA最佳音樂刊物
- 2006年IDMA最佳音樂刊物
- 2007年IDMA最佳音樂刊物[4]
- 2008年IDMA最佳音樂刊物[5]
- 2009年IDMA最佳音樂刊物[6]
- 2010年IDMA最佳音樂刊物[7]
- 2011年IDMA最佳音樂刊物[8]

## 資料來源
1. ↑  . FTP.pl. 2010-10-04  [2012-11-15]. （原始内容存档于2012-05-23） （波兰语）.
2. ↑  . WinterMusicConference.com.   [2012-11-14]. （原始内容存档于2009-02-26）.
3. ↑  . WinterMusicConference.com.   [2012-11-14]. （原始内容存档于2008-05-01）.
4. ↑  . WinterMusicConference.com.   [2012-11-14]. （原始内容存档于2008-05-01）.
5. ↑  . WinterMusicConference.com.   [2012-11-14]. （原始内容存档于2008-05-01）.
6. ↑  . WinterMusicConference.com.   [2012-11-15]. （原始内容存档于2018-07-28）.
7. ↑  . WinterMusicConference.com.   [2012-11-15]. （原始内容存档于2018-07-01）.
8. ↑  . WinterMusicConference.com.   [2012-11-15]. （原始内容存档于2013-04-21）.

## 外部連結
- 官方網站（页面存档备份，存于）